# إصبعية (أحياء)

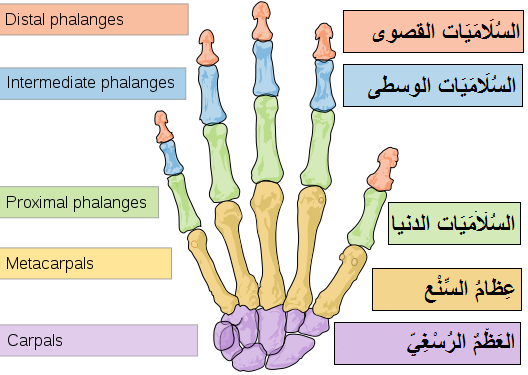
تَشريحُ يَدِ الإنسانِ (إصبَعِيَّةٌ).

الإصبعيَّة في علم الأحياء هي ترتيب الأصابع (أصابع اليدين والقدمين) في اليدين أو القدمين أو أحيانًا أجنحة رباعيَّات الأطراف. يُشتق المُصطلح الإنجليزي من الكلمة اليونانية: «δακτυλος» = (إصبع).

## رُباعِيَّاتُ الأطراف المَائِيَّة
في العديد من رباعيات الأطراف المائية الثانوية، تُدمَجُ الأنسجة غير العظمية لِلأطراف الأمامية و/أو الأطراف الخلفية في زُعنفة واحِدة. عُمُومًا، تبقى بعض بقايا كل إصبع تحت الأنسجة الرَّخوة لِلزعانف، رَغمَ أنَّ حدوث اختزال في عدد الأصابع عن القاعدة خماسية الأصابع؛ أي يصبح عدد الأصابع أقل من خمسة يحدث تدريجيًا كما هو الحال في الحيتان البالينية. تمثل الثدييات البحرية المتطورة الزعانف مثالًا كلاسيكيًا لِلتطور المتقارب، ومن خلال بعض التحليلات، تطور متواز.

## انشقاق الأصابع
انشقاق الأصابع (بالإنجليزية: Schizodactyly)‏ مصطلحٌ في الرئيسيات، يُشير إلى أنَّ القبض والإمساك باليد يكون بالإصبع الثاني والثالث، بدلًا من الإبهام والإصبع الثاني.

## انظُر أيضًا
- مزدوجات الأصابع
- مفردات الأصابع

## وصلاتٌ خارجيَّةٌ
- Coates, Michael (25 Apr 2005). "Why do most species have five digits on their hands and feet?". Scientific American (بالإنجليزية). Archived from the original on 2021-04-16. Retrieved 2009-07-05.